# Porta-Express
| eurobahn ET 5.17 im Bahnhof Nienburg (Weser) |                                    |                       |                       |
| Kursbuchstrecke (DB): | 124, 370                           |                       |                       |
| Streckenlänge: | 98 km                              |                       |                       |
| Streckengeschwindigkeit: | 160 km/h                           |                       |                       |
| |                                    |                       |                       |
| Verkehrsunternehmen: | eurobahn                           |                       |                       |
| Bundesland (D): | Nordrhein-Westfalen, Niedersachsen |                       |                       |
| Zuglauf |                                    |                       |                       |
| \| \| 00 km \| Nienburg (Weser) ⊙ \| ICE, IC, RE \| \| \| 21 km \| Leese-Stolzenau ⊙ \| Leese-Stolzenau ⊙ \| \| \| 41 km \| Petershagen-Lahde ⊙ \| Petershagen-Lahde ⊙ \| \| \| 53 km \| Minden (Westfalen) ⊙ \| ICE, IC, RE \| \| \| 59 km \| Porta Westfalica ⊙ \| RE \| \| \| 68 km \| Bad Oeynhausen ⊙ \| IC, RE \| \| \| 74 km \| Löhne (Westfalen) ⊙ \| RE \| \| \| 84 km \| Herford ⊙ \| ICE, IC, RE \| \| \| \| Brake (b Bielefeld) ⊙ \| \| \| \| 98 km \| Bielefeld Hbf ⊙ \| ICE, IC, RE \| |                                    |                       |                       |
| | 00 km                              | Nienburg (Weser) ⊙    | ICE, IC, RE           |
| Bahnhof | 21 km                              | Leese-Stolzenau ⊙     | Leese-Stolzenau ⊙     |
| Bahnhof | 41 km                              | Petershagen-Lahde ⊙   | Petershagen-Lahde ⊙   |
| Bahnhof mit S-Bahn-Halt | 53 km                              | Minden (Westfalen) ⊙  | ICE, IC, RE           |
| Bahnhof | 59 km                              | Porta Westfalica ⊙    | RE                    |
| Bahnhof | 68 km                              | Bad Oeynhausen ⊙      | IC, RE                |
| Bahnhof | 74 km                              | Löhne (Westfalen) ⊙   | RE                    |
| Bahnhof | 84 km                              | Herford ⊙             | ICE, IC, RE           |
| ehemaliger Haltepunkt / Haltestelle |                                    | Brake (b Bielefeld) ⊙ | Brake (b Bielefeld) ⊙ |
| Kopfbahnhof Streckenende | 98 km                              | Bielefeld Hbf ⊙       | ICE, IC, RE           |

Der Porta-Express ist eine Linie des Schienenpersonennahverkehrs in den Bundesländern Nordrhein-Westfalen und Niedersachsen, die Kurzbezeichnung lautet RE 78. Sie verkehrt täglich zweistündlich von Nienburg/Weser über Minden nach Bielefeld. Dabei werden die Bahnstrecke Nienburg–Minden (zuvor durch die Weser-Aller-Bahn bedient) und die Bahnstrecke Hamm–Minden als Verkehrsweg genutzt. Zwischen Leese-Stolzenau und Petershagen-Lahde wird die Landesgrenze passiert.

## Angebot

### Derzeitiges Angebot
Zwischen Minden und Bielefeld wird zusammen mit dem Weser-Leine-Express und dem Rhein-Weser-Express (RE 70 bzw. RE 6) ein Halbstundentakt angeboten (mit geringen Zeitabweichungen). Eine morgendliche Fahrt beginnt bereits in Rheda-Wiedenbrück. Auch einige Fahrten Bielefeld–Minden und zurück in den Wochenendnächten verkehren als Porta-Express, in diesem Fall hält der Zug auch in Brake.
In Nienburg besteht ein direkter Anschluss an den Regional-Express von Hannover in Richtung Bremen (RE8, weiter nach Bremerhaven-Lehe). Deshalb wird diese Linie gerne als Verbindung aus Ostwestfalen-Lippe in Richtung Bremen benutzt, die Fahrzeit kann dabei mit der Intercity-Verbindung vom Ruhrgebiet über Osnabrück nach Bremen konkurrieren.
In Verden besteht seit 2011 ein direkter Anschluss an Züge nach Rotenburg (Wümme). Dadurch ist eine zwar schnelle, wegen des dreimaligen Umstiegs aber unattraktive Verbindung in Richtung Hamburg möglich.
Am 10. Dezember 2017 übernahm die eurobahn den Betrieb von DB Regio. In einer europaweiten Ausschreibung konnte sie sich den Betrieb der Linie RE 78 im Teutoburger Wald-Netz für 15 Jahre sichern und setzt Fahrzeuge vom Typ Stadler FLIRT ein. Seit der Betriebsaufnahme verkehrt die Linie RE 78 auch am Wochenende im Zweistundentakt zwischen Bielefeld und Nienburg.

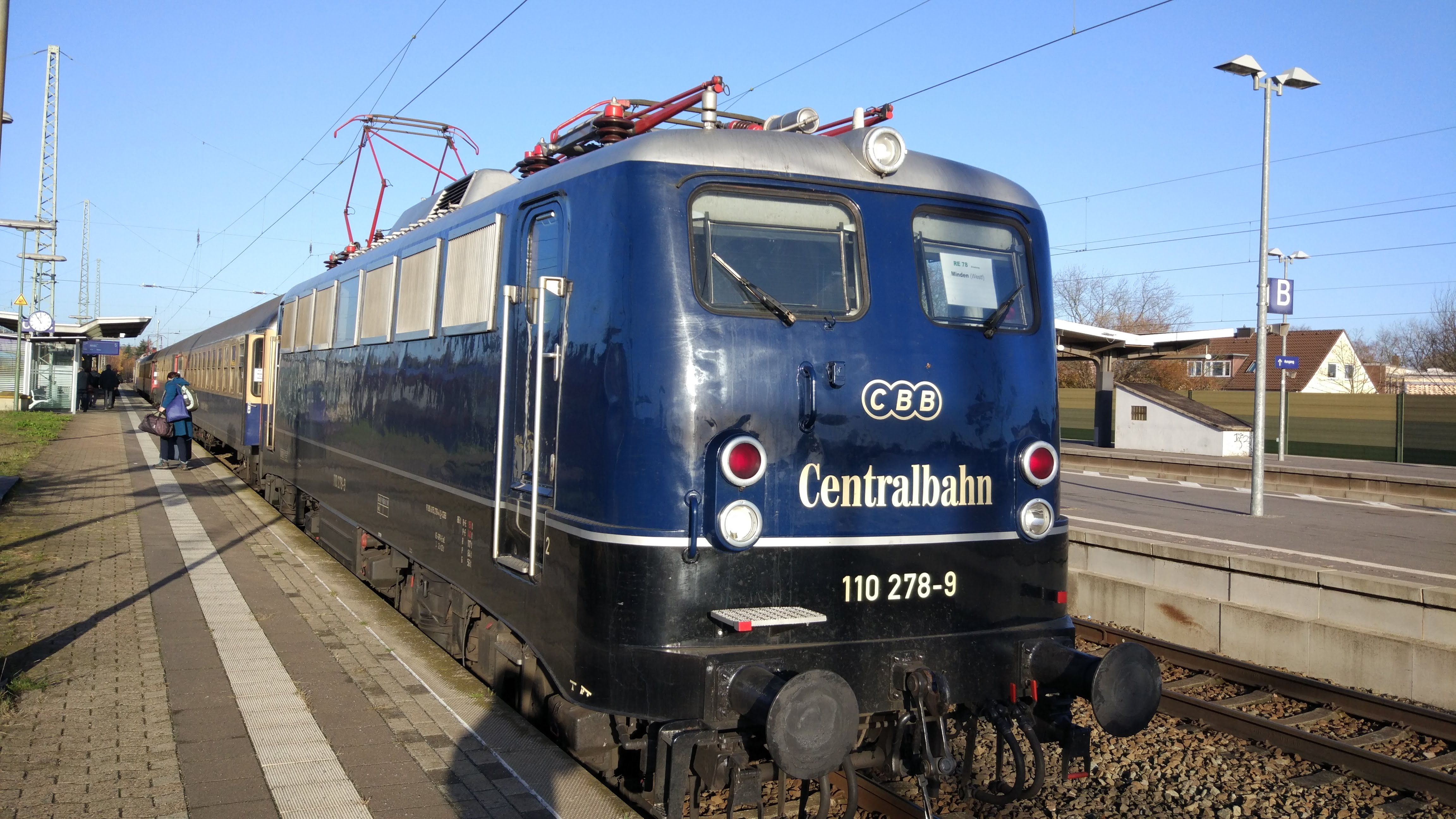
Centralbahn-Sonderzug als Ersatzzug für Eurobahn-Triebwagen in Nienburg

Wegen Fahrzeugmangel wurde der Zugverkehr auf dem Abschnitt Minden – Nienburg ab dem 11. Dezember 2017 von Montag bis Freitag bis zum 31. Dezember 2017 durch Busse ersetzt. Nachdem es auf dem Abschnitt an den ersten beiden Wochenenden zu zahlreichen Ausfällen kam, wurde dies alle Tage der Woche ausgeweitet. Von 1. Januar 2018 bis 8. Oktober 2018 verkehrten die Züge weitgehend planmäßig, seitdem kam es zunächst zu wochenlangem Schienenersatzverkehr. Darauf beauftragte die Eurobahn die Centralbahn AG, die bis Mitte Dezember 2018 mit Lokomotiven der Baureihe 110 und ehemaligen Schnellzugabteilwagen den Verkehr auf dem Abschnitt Minden–Nienburg erbringt. So ist in Minden ein Umstieg nötig.
Seit Ende Februar 2023 setzt die Eurobahn wieder für den durchgehenden Betrieb Triebwagen des Typs Stadler Flirt ein.
Seit dem 8. April 2024 entfallen die Züge zwischen Minden und Nienburg wegen fehlenden Personals. Es wird ein Schienenersatzverkehr angeboten.

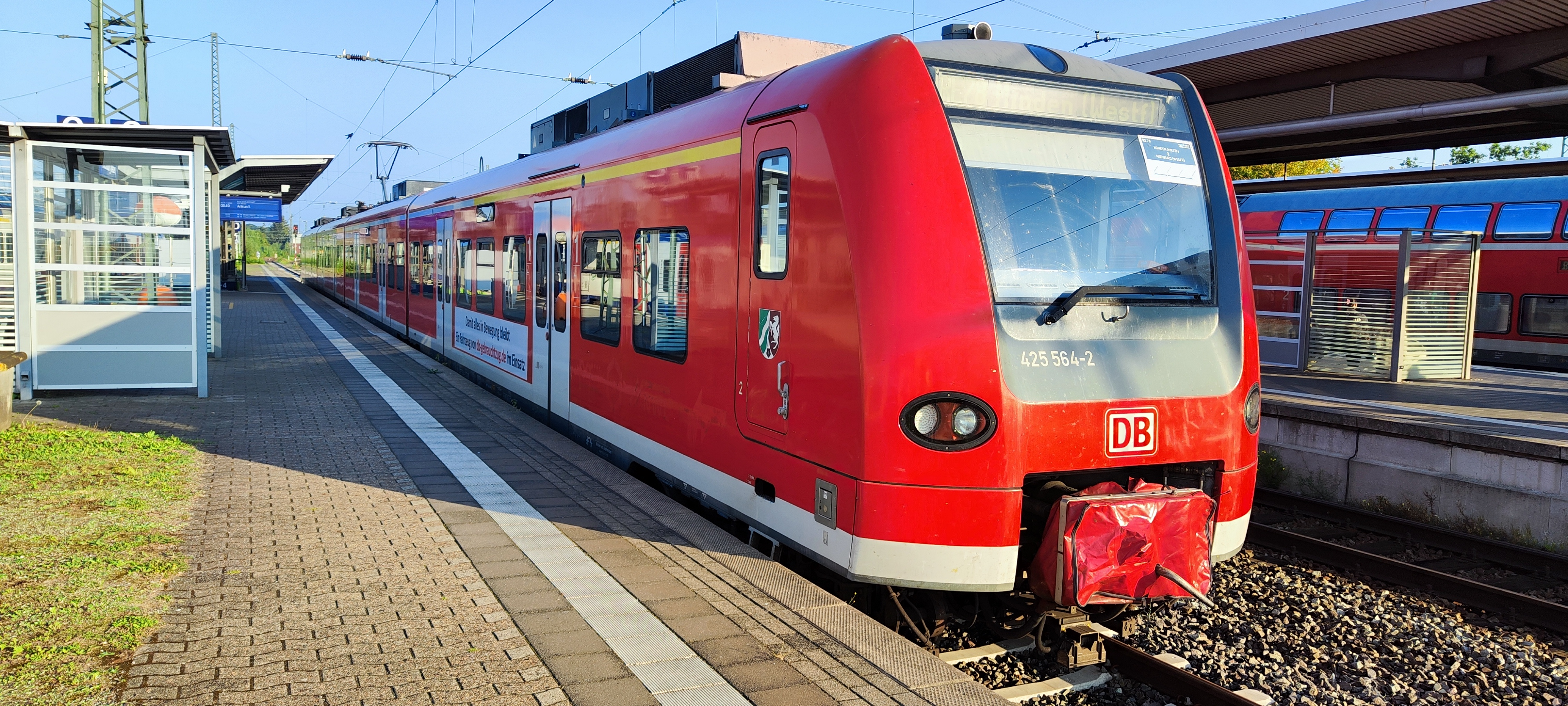
DB 425 564 von DB-Gebrauchtzug als Ersatzzug für Eurobahn-Triebwagen in Nienburg, am ersten Betriebstag 20. September 2024

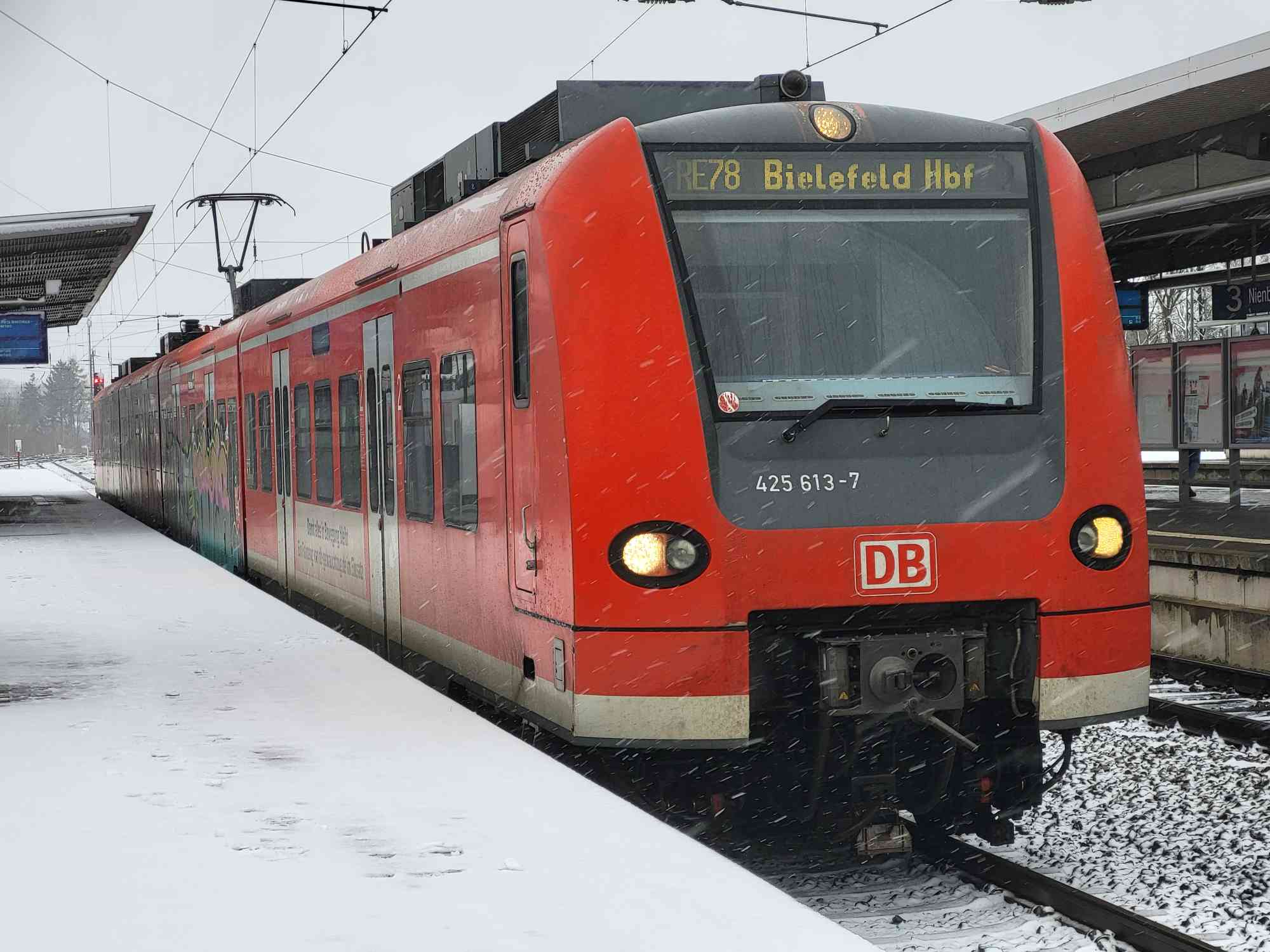
BR 425 613 von DB-Gebrauchtzug als Ersatzzug für Eurobahn-Triebwagen in Nienburg(Weser), kurz vor dem Ende des Ersatzfahrplans mit den Ersatzzügen

Ab 20. September 2024 übernimmt die Centralbahn wieder Zugleistungen der Eurobahn auf der Linie RE 78. Dabei sollten zunächst bis Januar 2025 Triebwagen der Baureihe 425 zum Einsatz kommen, die die Centralbahn bei der DB-Gebrauchtzug anmietet. Seit 1. Oktober 2024 fahren die Eurobahn-Triebwagen wieder den gesamten Linienweg von Nienburg nach Bielefeld.

### Ehemaliges Angebot
An Wochenenden und Feiertagen verkehrte die Linie RE 78 bis zum Fahrplanwechsel im Winter 2017 nicht. Die Bedienung wurde dann durch die Linie RB 76 Weser-Aller-Bahn übernommen, die im Zweistundentakt zwischen Minden und Rotenburg verkehrte. An den Endpunkten bestanden direkte Anschlüsse nach Bielefeld und Hamburg, sodass die Verbindung mit zwei Umstiegen bewältigt werden konnte. Diese Wochenendverbindung bestand über Jahre auch an Werktagen und wurde besonders von Fahrgästen mit Wochenendticket oder Niedersachsen-Ticket stark genutzt. Zum Fahrplanwechsel im Dezember 2007 wurde die durchgehende Regionalbahn-Linie unter der Woche auf den Abschnitt Verden–Rotenburg gekürzt und stattdessen der RE 78 mit dem Zuglauf Bielefeld–Nienburg eingeführt.
Die Weser-Aller-Bahn wird von der DB Regio Nord bedient, die bis zur werktäglichen Aufteilung der Linie alle Züge zwischen Rotenburg und Minden stellte. Vor der Einführung des Halbstundentaktes Bielefeld – Minden (zusätzliche Bedienung durch RE 6) verkehrte zweistündlich durchgehend die RB Rotenburg – Minden – Bielefeld mit Anschluss von/nach Hamburg. Damals wurden teilweise umgebaute Doppelstockwagen der ehemaligen Deutschen Reichsbahn eingesetzt. Anschließend erfolgte die Bedienung der durchgehend elektrifizierten Strecke mit Dieseltriebwagen.

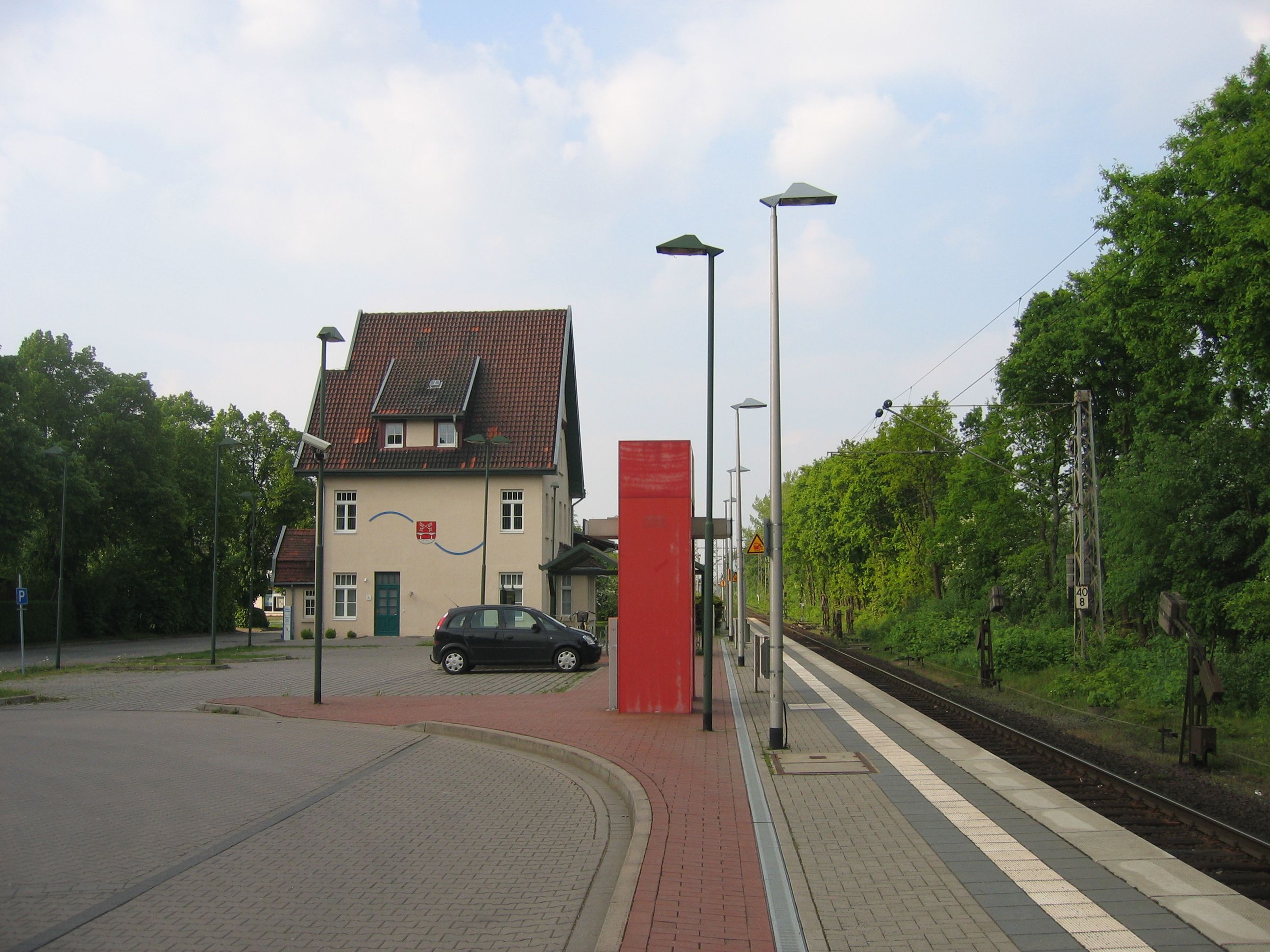
Im Mai 2000 reaktiviert: Haltepunkt Petershagen-Lahde

Mit Einführung der Linie im Jahr 2007 wurden zunächst noch Dieseltriebzüge der Baureihe 644 eingesetzt, welche auch in den Jahren zuvor schon den Pendelverkehr Bielefeld – Minden bedienten. Im Jahr 2009 wurden sie durch Elektrotriebzüge der Baureihen 425 und 426 ersetzt, und abends gelegentlich durch Doppelstockzüge ergänzt. Auf Grund von Fahrzeugmangel bei den 425 und 426 wurden ab Februar 2017 und bis zum Vertragsende der DB Regio am 9. Dezember 2017 alle Züge aus Elektrolokomotiven der Baureihe 111 mit anfangs drei, später zwei Doppelstockwagen der Serie 1994 gebildet.

## Namensgebung
Der Name Porta-Express ist auf den auf halber Strecke passierten Weserdurchbruch Porta-Westfalica zurückzuführen.

## Tarif
Zwischen Bielefeld und Petershagen-Lahde gilt der „Westfalentarif“ im Verkehrsverbund Ostwestfalen-Lippe (VVOWL). Von Nienburg bis Herford kann das Niedersachsen-Ticket genutzt werden.